# Ulf Wickbom
Ulf Gustaf Wickbom, född 18 februari 1944 i Solna, är en svensk journalist, författare, kåsör, krönikör, debattör och moderator.

## Biografi
Wickbom är journalist inom press, radio och TV. Han har blivit känd bl.a. som programledare för frågesporten Tänk till tusen i Sveriges Television. Numera är han mycket verksam som debattledare (moderator och konferencier), inte minst för näringslivet. Han är också författare till boken Blågula rosor och har också skrivit ett flertal böcker om emigranter och hemvändare på norra Öland. Sommaren 2007 gav han ut boken God morgon Digistan, ett reportage om hur han menar att det digitala livet avskärmar oss från verklig kunskap och djupare erfarenheter. Wickbom är även redaktör för boken Vad ska man med moral till i näringslivet? och har medverkat i antologin Spa.
1969 började Ulf Wickbom på Svenska Dagbladet, anställd av bland andra Bengt Öste. Han gick till Veckans Affärer 1971, gjorde en ny sväng på SvD innan han tillbringade tre år på Rapport och TV2, återvände återigen som bas för SvD:s Nyhetsmagasinet 7 dagar. Sedan 1984 har han arbetat i mediabranschen som frilans och egen företagare. Han har tidigare av regeringen utsetts till styrelseledamot i Sveriges Dövas Riksförbunds videoverksamhet/Dövas TV. Wickbom har sprungit ett tjugotal maratonlopp (bästa tid 2.49) och deltagit i Vasaloppet (bästa tid 7.20).
Under juni 1992 var han programledare för Direkt i Sveriges Radio P1, i juli 2002 för Kunskapens krona och 1995 för UR-programmet Arbetsliv i omvandling. Han har varit reporter för Rapport och medverkat i Snacka om nyheter. Ulf Wickbom har gjort företagsvideor med Henrik Thomé och drivit informations- och filmbolaget Prima Media med Lars Ragnar Forssberg. Dessutom har Wickbom varit chefredaktör för tidningarna Euroworld och Nordens Tidning. Den 12 augusti 1990 var han värd för Sommar. 
I början av sin karriär arbetade han mest inom tv, men sedan flyttades fokus till radio, bland annat Godmorgon, världen! (som krönikör), Kanalen och Radiomakarna i Sveriges Radio P1. Han har också medverkat i Nyhetsmorgon i TV 4 som politisk och ekonomisk reporter vid starten 1993. Under samma tid var han också politisk kommentator i TV4 Nyheterna. Under ett antal somrar har han varit reporter på SvT:s regionala nyhetsprogram Smålandsnytt med placering i Kalmar Han var styrelseledamot i Ridsportförbundet fram till augusti 2001. Mellan 2002 och 2004 var han krönikör i Veckans Affärer (VA). Wickbom var VA-medarbetare på 1970-talet och tidningens förste Brysselkorrespondent. Han är ordförande i Sven Rydéns fond. Ulf Wickbom medverkade även i Toppkandidaterna och Speciellt i Sveriges Television som expert. Han är gift med Brita-Lena Ekström och son till T G Wickbom. Han driver företaget Ulf Wickbom Media AB i Stockholm. Wickbom var politisk redaktör på tidningen Barometern i Kalmar 2010-2012.
Wickbom skrev boken om Carl-Axel Acking utgiven på Arkitektur förlag med Dan Hallemar som redaktör år 2024.